# Rubus armeniacus
Rubus armeniacus — вид квіткових рослин із родини трояндових (Rosaceae).

## Біоморфологічна характеристика
Це вічнозелений кущ до 3 метрів заввишки. У дуже холодні зими рослина може втратити листя. Стебла потужні, 1–3 см завтовшки, колючі, волосисті, дугоподібні, зазвичай дворічні, можуть бути до 6(12) метрів у довжину. Колючки до 13 мм в ширину і 8–11 мм у довжину. Листки пальчасті, дрібно-пилчасті, низ від сіро до біло запушений, верх майже голий. Суцвіття дуже великі. Пелюстки блідо-рожеві, 14–20 мм у довжину. Плоди чорні, кулясті, до 20 мм у діаметрі. 2n = 28.

## Середовище проживання
Батьківщиною є Вірменія й Азербайджан; інтродукований у Європі, Японії, США.
Населяє прибережні зони, краї водно-болотних угідь та інші території, які періодично зазнають повеней, також колонізує порушені території, такі як нещодавно спалені ділянки, узбіччя залізничних колій, доріг та огорожі.

## Використання
Відносно великі плоди є солодкими на смак. Плоди вживаються сирими чи приготованими. 
Кора і листя мають сильну в'яжучу, очисну, сечогінну, тонізуючу та ранозагоювальну дію. Вони є прекрасним засобом від дизентерії, діареї, геморою, циститу тощо, корінь більш в'яжучий. Зовнішньо їх використовують як полоскання горла для лікування ангіни, виразок у роті та запалень ясен. 
Рослину можна вирощувати вздовж парканів для створення непрохідних бар'єрів. Має хорошу цінність проти ерозії. Утворюючи великі й майже непрохідні зарості, може забезпечити чудове прикриття для дикої природи, а також місця гніздування дрібних птахів. З плодів отримують барвник від пурпурного до тьмяно-синього.

## Галерея

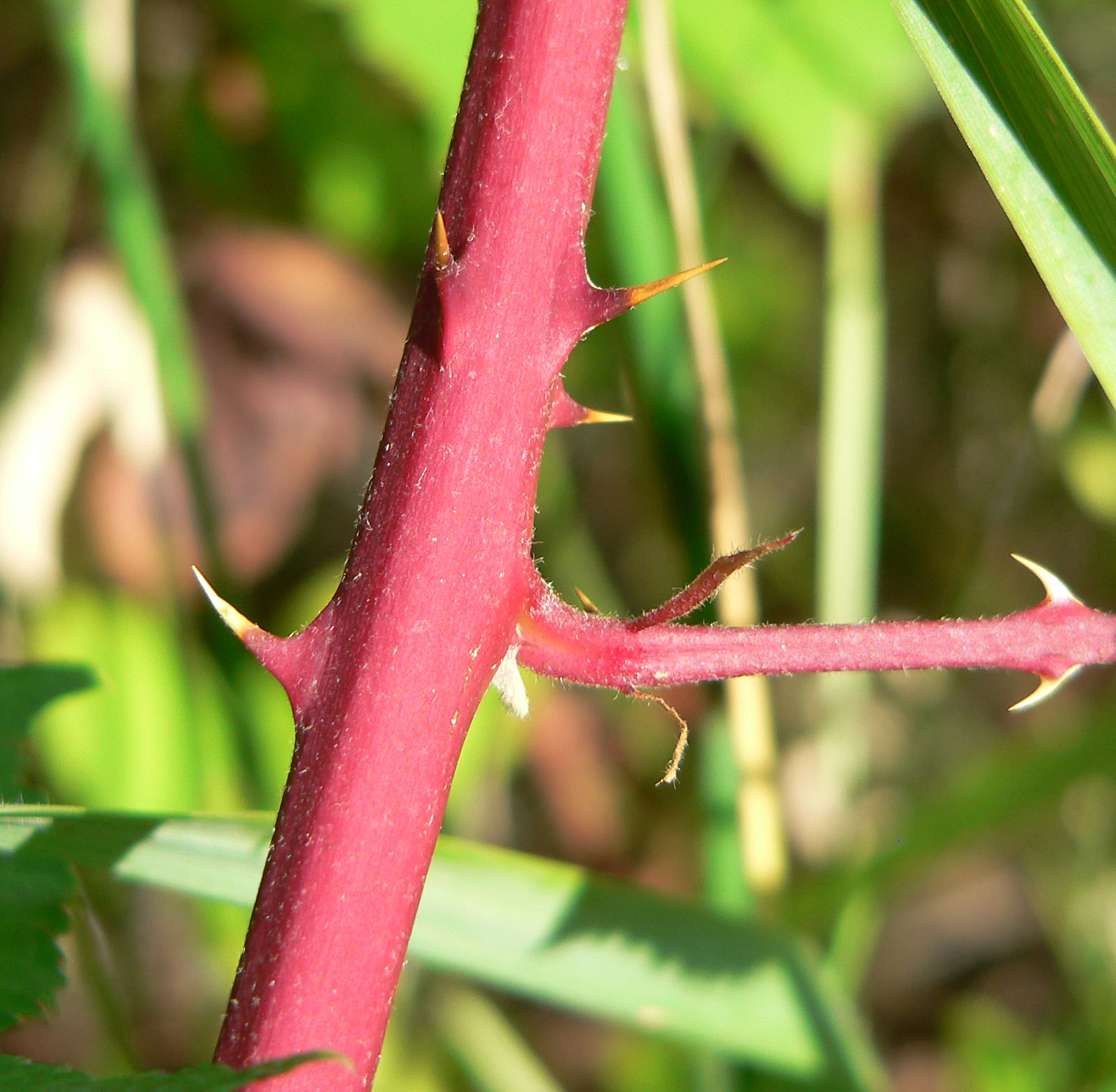
стебло
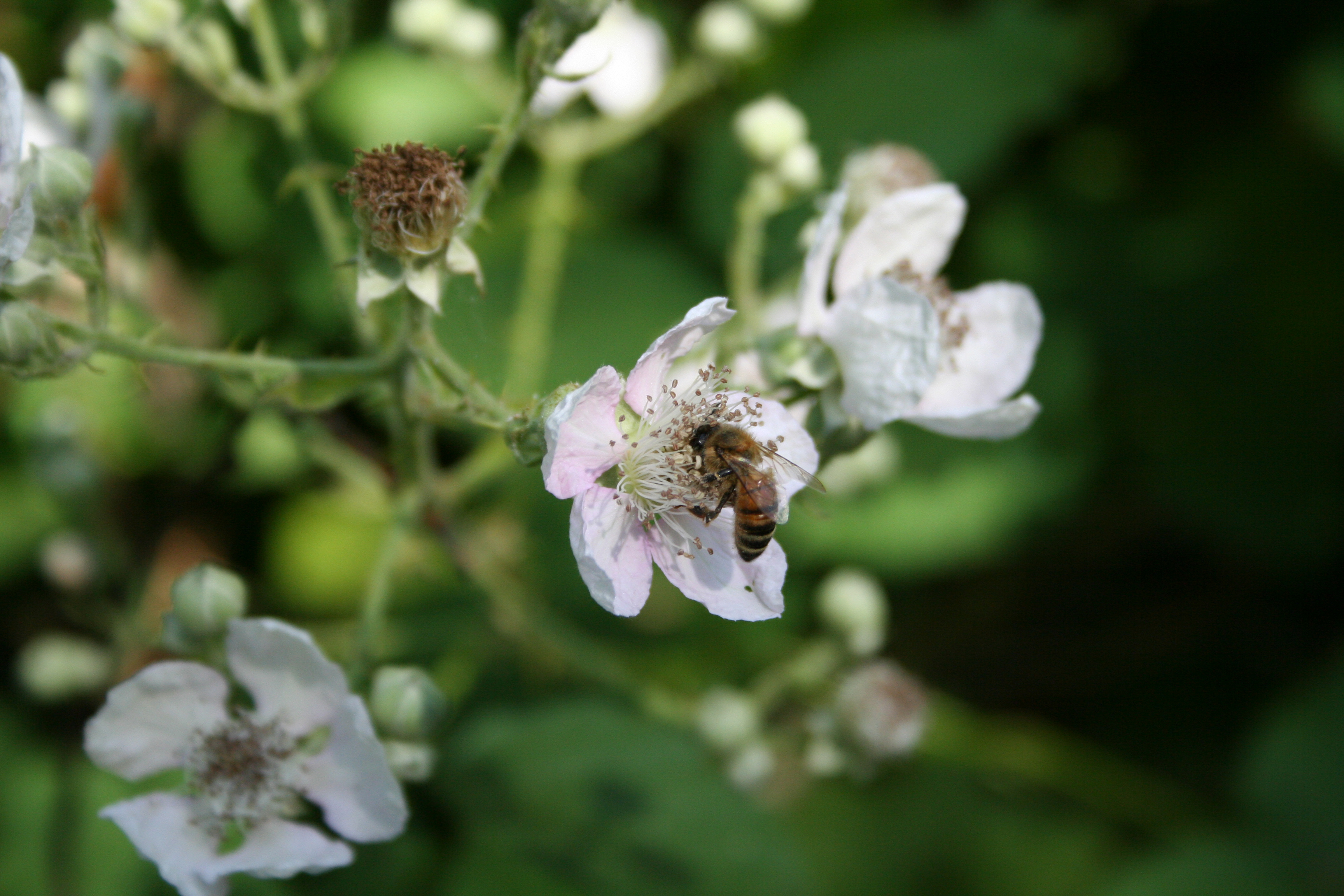
квіти й бджола Apis mellifera
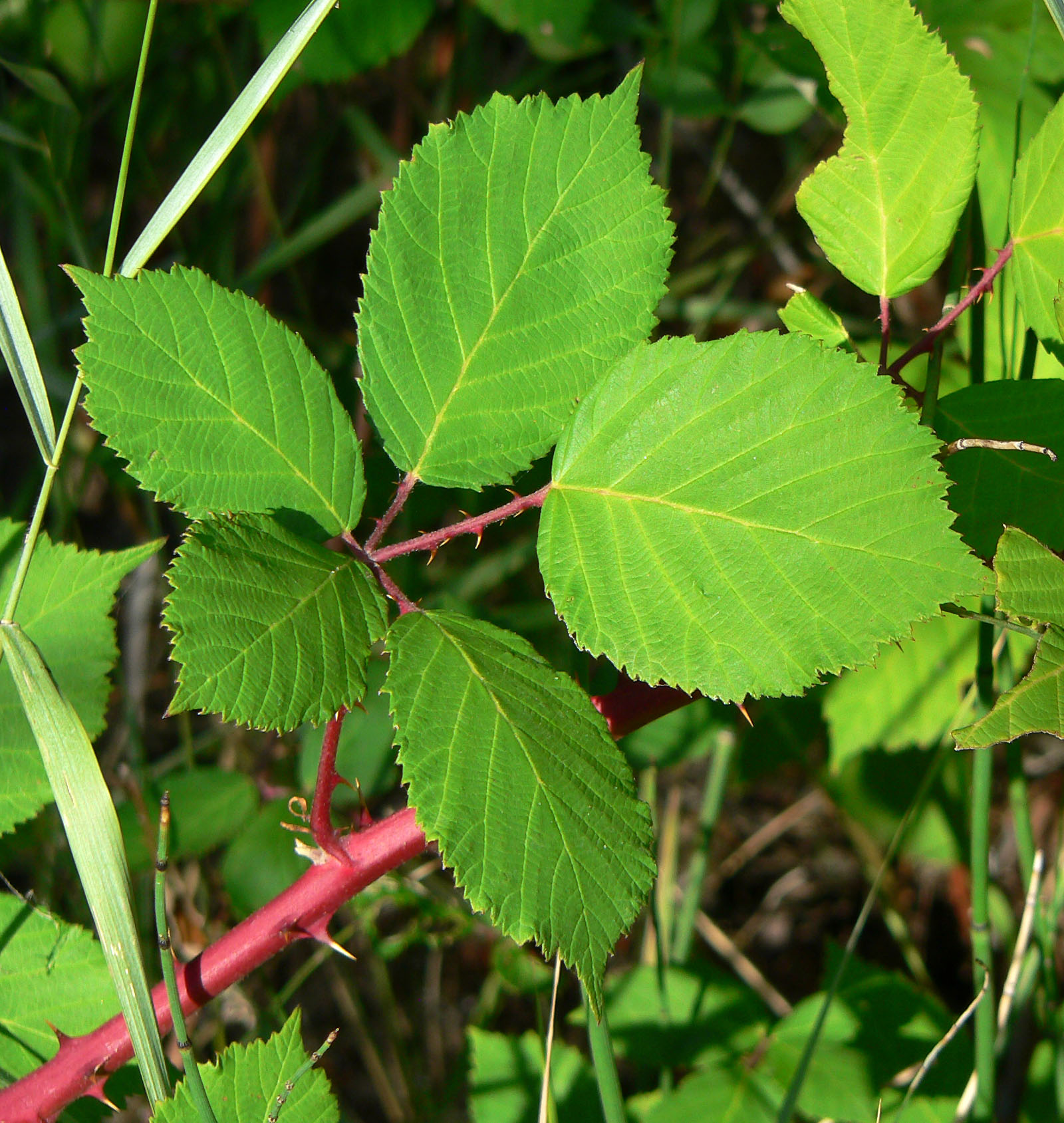
листя